# Gabriel (Papanikolau)
Gabriel, imię świeckie Jeorjos Papanikolau (ur. 1976 w Atenach) – grecki duchowny prawosławny, od 2014 metropolita Nea Jonii i Filadelfii.

## Życiorys
Święcenia diakonatu przyjął 18 lutego 1996, a prezbiteratu 30 maja 2002. Chirotonię biskupią otrzymał 9 października 2012.
W czerwcu 2016 r. uczestniczył w Soborze Wszechprawosławnym na Krecie.